# El arte rupestre en Nayarit
El arte rupestre del estado de Nayarit se distribuye por diversos lugares repartidos en el territorio de estado cuyas primeras representaciones rupestres se datan hacia el año 2300 a. C. y se prolongan, hasta el siglo XV. Los grabados se localizan en zonas próximas a Huajicori, Coamiles, Santiago Ixcuintla, San Blas, Compostela, Ixtlán y Amatlán.
Los primeros registros formales son recientes. El catálogo estatal abarca una decena de sitos gráfico rupestres, incluso de gran formato, que se distribuyen por toda la geografía estatal y que se enriquecen con la presencia cultural de los cuatro pueblos originarios de su Gran Nayar.

## Los Coamiles
En el municipio de Tuxpan en el cerro los Coamiles, fue reportado un sitio rupestre extenso y complejo asentamiento que cubría una superficie estimada de alrededor de 150 ha, en el que se han contabilizado unas 40 estructuras de forma y tamaño variable, tanto aisladas como agrupadas en torno a plazas, con al menos 30 petrograbados en bajorrelieve donde pueden visualizarse representaciones de bandas celestes, nubes, y motivos ligados al culto solar, localizados en una cresta rocosa en forma lineal, conformada por numerosos afloramientos de rocas, donde se pueden apreciar los petroglifos aislados o en complejos paneles de diseños.
Los arqueólogos, señalan que, además de esto, hay una serie de perforaciones realizadas en las rocas en forma cóncava, hemisféricas, denominadas pozuelos, distribuidas linealmente sobre un eje con dirección oriente-poniente, el cual indica que están asociados a la representación de un disco solar, lo que sugiereque los sitios fueron empleados como marcadores astronómicos y receptáculos de ofrendas para la petición de favores en el ciclo ceremonial del lugar. Esto está en congruencia con las plataformas del sitio de un conjunto arquitectónico astronómico planificado, que funcionó como espacio sacralizado para la observación de la aparición del sol en los equinoccios.
Hay un punto óptimo de observación del fenómeno del montículo principal de la Acrópolis Norte, utilizado para ceremonias y representa el de mayor altitud sobre la planicie de esta región que mide 77 metros.

## Pila de los monos
Al noreste de Acaponeta, cerca del poblado de Huajicori, y a 13 km del mismo, cerca de la comunidad indígena Quiviquinta, se ubica el sitio arqueológico así denominado, de unos 100 metros cuadrados de grabados que suponen que fue realizado en el período de los concheros, el cual cuenta con varias espirales, representaciones solares, fenómenos celestes, representaciones de ciclos lunares, serpientes, entre otros.El lugar en cierta parte es una pila natural, que adicionalmente hay otros 3 sitios conocidos como "Las Tierras de Chon", "La piedra Rayada" y "Matabule"; suponen que fueron elaborados entre los años 900 al 1200 d. C.
El grupo cuenta con 5 glifos de los cuales 3 de ellos parecen humanos y todos con dos largas protuberancias a manera de dos antenas cada uno de ellos. Diversos círculos concéntricos y a manera de ruedas están grabados en el conjunto.

## Cantil de las Ánimas
En 2013, descubrieron cerca del poblado Jesús María Cortés, en una zona montañosa a 34 km al norte de Tepic, fue localizado el Cantil de las Ánimas, que es un panel de petroglifos en bajorrelieve con antigüedad de entre 850 y 1350 a. C. según INAH, mismo que se adjudicó a la cultura Aztatlán.El grabado está a 10 metros sobre su talud, con 4 x 2 metros de largo y ancho, con frente al sur.
El contenido simbólico de las representaciones se divide en dos partes según el antropólogo Mauricio Garduño Ambriz: "En la mitad oriental se concentran diseños relacionados con la fertilidad-fecundidad: nubes de lluvia, caracoles seccionados y vulvas femeninas; mientras, en la sección occidental, aparecen de forma recurrente representaciones de cráneos de perfil, cuyo frente en todos los casos apunta hacia el oriente, precisamente hacia la salida del sol“. Se alcanzan a reconocer dos estilos pictóricos: las realistas o figurativas de la etapa Cerritos y  la etapa Ixcuintla. El mural se supone que era un espacio sacralizado de uso ritual, y marcador astronómico dado que el plano vertical , se halla orientado sobre un eje oriente poniente.

## Petroglifos del cerro la Contaduría
En 1974 Joseph B. Mountjoy publicó un trabajo sobre los petroglifos de San Blas que abarcan 166 petroglifos del complejo Santa Cruz, estimados de los años 900 al 1500 d. C.Uno de los glifos es una tortuga marina nadando, que se acorde a la morfología plasmada estima era macho y golfina del tipo Lepidochelys olivácea orientada al suroeste y a 2 km de distancia del litoral. El grupo de glifos cuenta también con las figura de dos pájaros, donde uno de ellos cuenta, con cuerpo de círculos concéntricos y, además otras dos figuras.

## Sitio Altavista
En el sur del municipio de Compostela, al oeste de Nayarit, hay un pequeño pueblo costero, llamado Chacala, en la bahía de Jaltemba donde está la zona arqueológica Altavista, también conocida como “La pila del Rey”, “Chacalán”, “El santuario”, que contiene petroglifos, que van del año 300 a. C. al 1500. Como muchos sitios rupestres en carecen de información formal, por lo que se desconocen quienes fueron sus creadores así como muchas de sus fechas de grabado. Se cree que son del grupo indígena los Tecoxquines, en los años 2300 a. C. aunque otros estudiosos afirman que son parte de la tradición Aztatlán. Contiene 56 grupos de petroglifos con figuras que parecieran capturar rituales de invocación mística. La zona ahora es utilizada por grupos wixárikas para realizar ceremonias y ofrendas. Más allá de su valor turístico e histórico, los petroglifos de Altavista pueden contener las pistas necesarias para desentrañar los misterios ancestrales.

## El Terrero
Hace años fueron localizados algunos petroglifos y anunciados al INAH, en el sitio el Terrero,como parte del yacimiento arqueológico los Toriles en Ixtlán sin embargo, hasta el 2016, el lugar se hizo accesible para visitas. Dicho lugar está cercano a los Toriles. El sitio consta de un parador turístico donde se aprecian petrograbados que incluyen figuras a diversas deidades, como el sol y la luna, así como algunos animales y plantas veneradas por los indígenas.